# Daisuke Ueda
Daisuke Ueda (上田大輔?, Ueda Daisuke; Prefettura di Fukuoka, 25 maggio 1987) è un modello giapponese.

## Biografia
Daisuke Ueda è stato il primo modello asiatico a comparire sulla copertina di Vogue Hommes Japan, fotografato da Steven Klein e con la supervisione artistica di Nicola Formichetti. È inoltre stato testimonial per l'azienda di abbigliamento Gap e per due campagne di Dolce & Gabbana, ed ha sfilato per John Galliano, Bottega Veneta, Costume national, Damir Doma, Tommy Hilfiger, Miharayasuhiro, Rag & Bone, Gianfranco Ferré, Y-3, Ermenegildo Zegna, Thierry Mugler e Kenzo.

## Agenzie
- Donna Models - Tokyo
- New York Model Management
- Nathalie Models - Parigi
- UNIQUE DENMARK - Copenaghen
- d1 Model Management - Londra
- Promad Model Agency - Amburgo
- I LOVE Model Management - Milano
- Jill Model Management - Anversa
- Sight Management - Barcellona